# Olaf Stannek
Olaf Stannek (* 24. Dezember 1960 in Halle an der Saale) ist ein deutscher Schauspieler, Regisseur, Moderator, Redakteur, Synchron- und Off-Sprecher.

## Leben
Der 1960 in Halle (Saale) geborene Olaf Stannek besuchte von 1967 bis 1977 die 11. Polytechnische Oberschule (POS) Dr.-Bruno-Schoenlank in der  Leipziger Berthastraße. Von 1977 bis 1980 lernte er in der Lutherstadt Eisleben, in einer Berufsausbildung mit Abitur, den Beruf eines Instandhaltungsmechanikers. Von 1982 bis 1987 studierte er Theaterwissenschaften an der Humboldt-Universität zu Berlin mit Diplomabschluss. In diese Zeit fällt sein erster Auftritt in einem Film der Fernsehreihe Polizeiruf 110 beim Fernsehen der DDR.
Ab 1990 führte er Regie bei mehreren Filmen und Beiträgen verschiedener Fernsehsender. Ab 1991 kam dann die Moderation für verschiedene Produktionen des Fernsehens hinzu und ab 2011 arbeitete er zusätzlich in der Redaktion. Er ist Leiter der Abteilung Öffentlichkeitsarbeit der Kulturbrauerei, Berlin und 
Gastdozent der Medienakademie Rügen.
Olaf Stannek lebt in Köln.

## Filmografie
- 1986: Polizeiruf 110: Bedenkzeit (Fernsehreihe)
- 2001: Mondscheintarif